# Michel le Basque
Pour les articles homonymes, voir Basque.
Michel Etchegorria dit Michel le Basque est un flibustier labourdin, pirate français originaire du Royaume de Navarre au Sud-Ouest de la France, et compagnon de François L'Olonnais.

## Biographie

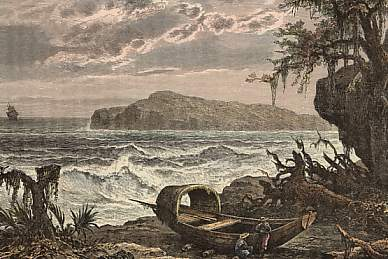
L'ile de la Tortue de l'embouchure des Trois rivières (gravure sur bois de Th. Weber, 1878)

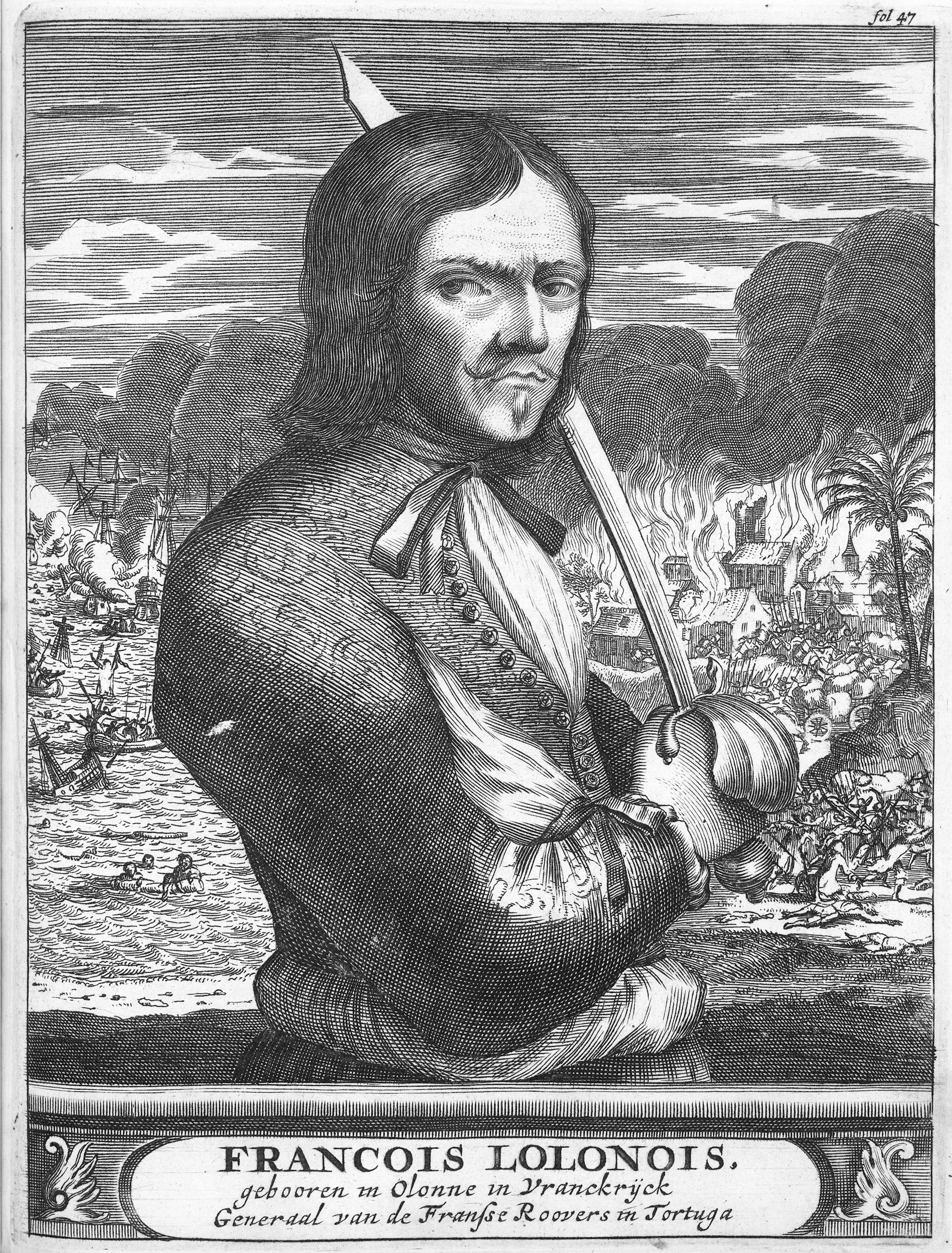
François l'Ollonais (Oexmelin 1678)

Michel Etchegorria de Saint-Jean-de-Luz est d'abord boucanier, il chasse bœufs et cochons sauvages de l'île de la Tortue (Saint-Domingue) ou des îles voisines pour préparer et conserver la viande en la fumant (boucaner) afin de la vendre aux corsaires, pirates et premiers colons.
À la mort de Tomás de Larraspuru y Churruca (es) (1632), la puissance navale hollandaise dépasse alors celle des Espagnols dans les Caraïbes, le champ est libre aux Antilles. En 1666 à Portobelo, Il s'empare d'un galion de l'escadre de la Tierra Firme et d'un joli butin, un million de piastres. Le flibustier Michel le Basque s'associe alors au corsaire "L'Olonnais" (François d'Olonne ou Jean David Nau des Sables d'Olonne  ou encore Nau I'Olonnais), qui s'était emparé de six bateaux légers et d'une frégate pourvus d'équipages. Le Basque, de son côté, apportait la troupe pour le combat terrestre.
À la fin du XVIIe siècle, les guerres menées de Louis XIV voit l’apogée de la Course basque, qui même modeste, contribue à l’essor et à la prospérité économique de la région. La guerre de Course est à distinguer de la piraterie : les corsaires basques comme les corsaires des autres royaumes européens du XVIIe siècle sont régis par un certain nombre de règles en tant qu’auxiliaires de guerre mandatés par un roi.
Après la prise de Maracaibo, Michel le Basque poursuit quelques années la Course. Michel le Basque et Junqua de Bayonne avec deux petits navires prirent l’abordage de plus gros vaisseaux espagnols, remercièrent le gouverneur de Carthagène de les avoir ainsi dotés de bons navires et de leur intention de poursuivre. A nouveau en 1667, Michel le Basque renouvelle avec seulement quarante hommes, l'attaque de Maracaïbo et prend les plus riches habitants comme otages contre rançon.
Il serait ensuite rentré au Pays basque. Légendes et romans ont popularisé les aventures de Michel Etchegorria, commandant en chef des forces de terre d'une armée de presque un millier de combattants, resté célèbre pour sa bravoure et son endurance. Au même titre que Ducasse, Darribeau, Cépé et d'Elissagaray, il a été reçu et félicité par le roi Soleil.

### La prise de Maracaibo
En 1666, Michel le Basque et l'Olonnois entreprennent la première grande expédition de flibustiers sur le continent sud-américain. Les deux hommes réunissent pour cette campagne huit voiliers et un corps de débarquement de 650 hommes sous leurs ordres. Sur le chemin de Maracaïbo (Venezuela actuel), objectif de leur raid, ils s'emparent de quelques bonnes prises, dont un grand voilier espagnol chargé de cacao et de 300 000 talers d'argent. François L'Olonnais décida de le garder et de le renommer: La Cacaoyère.
Maracaibo, située à l'extrémité du lac du même nom, est reliée à la mer par un étroit chenal défendu par un fort. L'Olonnois et le Basque débarquent leurs troupes hors de portée des canons du fort et le prennent d'assaut. Puis, ils font route dans le chenal et attaquent la ville, qui comptait alors 4 000 habitants, et qui se défend âprement. Alors qu'ils sont encore occupés à piller, les flibustiers apprennent qu'un détachement espagnol a été envoyé en renfort. L'Olonnois marche à la rencontre de cette troupe avec 380 hommes, et les met en pièces non loin de la petite ville de Gibraltar (es) (Venezuela). Les Espagnols perdent 500 hommes, tandis que les flibustiers ne comptent que 40 morts et 30 blessés. L'Olonnois passe six semaines dans la ville de Gibraltar, qu'il met à sac, réunissant un riche butin. Mais une épidémie se déclare dans les rangs des pirates. Ils mettent alors la ville en feu et reviennent vers Maracaïbo, qu'ils pillent à nouveau, cette fois radicalement. Le butin des flibustiers s'élève à 260 000 pièces de huit (réaux) et environ 100 000 couronnes d'objets de culte et de bijoux.